# Bernsdorf (Cölbe)
Bernsdorf ist der nach Einwohnerzahl kleinste Ortsteil der Gemeinde Cölbe im mittelhessischen Landkreis Marburg-Biedenkopf. Der Ort liegt im Tal der südlich vorbeifließenden Ohm zwischen dem Burgwald im Norden und den Lahnbergen im Süden.

## Geschichte

### Ortsgeschichte
Im Jahr 1282 wird der Ort als Bernoldesdorf im Klosterarchiv des Klosters Haina erstmals urkundlich erwähnt. In späteren Urkunden wurde der Ort unter folgenden Ortsnamen erwähnt (in Klammern das Jahr der Erwähnung): Bernisdorff (1359) und Bernsdorf (1374).
1306 erhielt das Kloster Haina weitere Güter in Bernsdorf, deren Hälfte den Johannitern aus Wiesenfeld zustand. Der Marburger Heinrich von Rosphe erwarb 1347 ein Gut im Ort. Im Jahr 1398 erhielt Else, die Witwe des Werner Gises aus Biedenkopf, im Zuge eines Vergleichs mit Metze, der Witwe des Heinrich aus Rosphe, das sogenannte Hainaer Gut. Ab 1358 besaß der Deutsche Orden aus Marburg zwei Höfe in Bernsdorf, die 1364 zusammengelegt wurden. Sie umfassten 1358 95 Morgen Ackerland und sechs Morgen Wiesen.
Ab 1395 und später gehörte der Ort zum Gericht Schönstadt. Im Königreich Westphalen war er von 1807 bis 1813 Teil des Kantons Rosenthal, 1821 kam Bernsdorf zum neu geschaffenen Kreis Marburg.
Zum 31. Dezember 1970 wurde die bis dahin selbständige Gemeinde Bernsdorf im Zuge der Gebietsreform in Hessen auf freiwilliger Basis in die Gemeinde Cölbe eingegliedert. Für Cölbe mit Bernsdorf, wie für die übrigen Ortsteile von Cölbe, wurde ein Ortsbezirk mit Ortsbeirat und Ortsvorsteher nach der Hessischen Gemeindeordnung gebildet.

### Verwaltungsgeschichte im Überblick
Die folgende Liste zeigt die Staaten und Verwaltungseinheiten, denen Bernsdorf angehört(e):
- vor 1567: Heiliges Römisches Reich, Landgrafschaft Hessen, Gericht Schönstadt (Gericht Schönstadt bestand aus den Orten: Kölbe, Bernsdorf, Bürgeln, Betziesdorf, Reddehausen, Schönstädt, Schwarzenborn und Bracht)[7]
- ab 1567: Heiliges Römisches Reich, Landgrafschaft Hessen-Marburg, Gericht Schönstadt
- 1604–1648: Heiliges Römisches Reich, strittig zwischen Landgrafschaft Hessen-Darmstadt und Landgrafschaft Hessen-Kassel (Hessenkrieg), Gericht Schönstadt
- ab 1648: Heiliges Römisches Reich (bis 1806), Landgrafschaft Hessen-Kassel, Amt Marburg[8]
- ab 1806: Landgrafschaft Hessen-Kassel, Amt Marburg
- 1807–1813: Königreich Westphalen, Departement der Werra, Distrikt Marburg, Kanton Rosenthal (Friedensgericht Rosenthal)
- ab 1815: Kurfürstentum Hessen, Amt Marburg[9]
- ab 1821: Kurfürstentum Hessen, Provinz Oberhessen, Landkreis Marburg[10][Anm. 2]
- ab 1848: Kurfürstentum Hessen, Bezirk Marburg
- ab 1851: Kurfürstentum Hessen, Provinz Oberhessen, Landkreis Marburg
- ab 1867: Königreich Preußen, Provinz Hessen-Nassau, Regierungsbezirk Kassel, Landkreis Marburg
- ab 1871: Deutsches Reich, Königreich Preußen, Provinz Hessen-Nassau, Regierungsbezirk Kassel, Landkreis Marburg
- ab 1918: Deutsches Reich, Freistaat Preußen, Provinz Hessen-Nassau, Regierungsbezirk Kassel, Landkreis Marburg
- ab 1944: Deutsches Reich, Freistaat Preußen, Provinz Kurhessen, Landkreis Marburg
- ab 1945: Deutsches Reich, Amerikanische Besatzungszone, Groß-Hessen, Regierungsbezirk Kassel, Landkreis Marburg
- ab 1946: Deutsches Reich, Amerikanische Besatzungszone, Hessen, Regierungsbezirk Kassel, Landkreis Marburg
- ab 1949: Bundesrepublik Deutschland, Hessen, Regierungsbezirk Kassel, Landkreis Marburg
- ab 1971: Bundesrepublik Deutschland, Hessen, Regierungsbezirk Kassel, Landkreis Marburg, Gemeinde Cölbe
- ab 1974: Bundesrepublik Deutschland, Hessen, Regierungsbezirk Kassel, Landkreis Marburg-Biedenkopf, Gemeinde Cölbe
- ab 1981: Bundesrepublik Deutschland, Hessen, Regierungsbezirk Gießen, Landkreis Marburg-Biedenkopf, Gemeinde Cölbe

### Gerichte seit 1821
Mit Edikt vom 29. Juni 1821 wurden in Kurhessen Verwaltung und Justiz getrennt. In Marburg wurde der Kreis Marburg für die Verwaltung eingerichtet und das Landgericht Marburg war als Gericht in erster Instanz für Bernsdorf zuständig. 1850 wurde das Landgericht in Justizamt Marburg umbenannt. Nach der Annexion Kurhessens durch Preußen 1866 erfolgte am 1. September 1867 die Umbenennung des bisherigen Justizamtes in Amtsgericht Marburg. Auch mit dem Inkrafttreten des Gerichtsverfassungsgesetzes von 1879 blieb das Amtsgericht unter seinem Namen bestehen.

## Bevölkerung

### Einwohnerstruktur 2011
Nach den Erhebungen des Zensus 2011 lebten am Stichtag, dem 9. Mai 2011, in Bernsdorf 33 Einwohner. Darunter waren 3 (9,1 %) Ausländer.
Nach dem Lebensalter waren 6 Einwohner unter 18 Jahren, 15 zwischen 18 und 49, 6 zwischen 50 und 64 und 3 Einwohner waren älter. Die Einwohner lebten in 9 Haushalten. Davon waren keine Singlehaushalte, 3 Paare ohne Kinder und 3 Paare mit Kindern, sowie keine Alleinerziehende und keine Wohngemeinschaften. In keinem Haushalt lebten ausschließlich Senioren und in 6 Haushalten lebten keine Senioren.

### Einwohnerentwicklung
| Quelle: Historisches Ortslexikon |                                                                                             |
| • 1577:                          | 4 Hausgesesse                                                                               |
| • 1630:                          | 4 (3 landgräflich) Hausgesessene (2 vierspännige 1 zweispännige Ackerleute, 2 Einläuftige). |
| • 1681:                          | 5 hausgesessene Mannschaften                                                                |
| • 1838:                          | Familien: 4 nutzungsberechtigte Ortsbürger, 1 Beisasse                                      |

| Bernsdorf: Einwohnerzahlen von 1749 bis 2011 | Bernsdorf: Einwohnerzahlen von 1749 bis 2011 | Bernsdorf: Einwohnerzahlen von 1749 bis 2011 | Bernsdorf: Einwohnerzahlen von 1749 bis 2011 | Bernsdorf: Einwohnerzahlen von 1749 bis 2011 |
| --- | -------------------------------------------- | -------------------------------------------- | -------------------------------------------- | -------------------------------------------- |
| Jahr |                                              |                                              |                                              | Einwohner                                    |
| 1749 | 1749                                         |                                              | 32                                           | 32                                           |
| 1800 | 1800                                         |                                              | ?                                            | ?                                            |
| 1834 | 1834                                         |                                              | 43                                           | 43                                           |
| 1840 | 1840                                         |                                              | 41                                           | 41                                           |
| 1846 | 1846                                         |                                              | 51                                           | 51                                           |
| 1852 | 1852                                         |                                              | 54                                           | 54                                           |
| 1858 | 1858                                         |                                              | 49                                           | 49                                           |
| 1864 | 1864                                         |                                              | 48                                           | 48                                           |
| 1871 | 1871                                         |                                              | 44                                           | 44                                           |
| 1875 | 1875                                         |                                              | 43                                           | 43                                           |
| 1885 | 1885                                         |                                              | 54                                           | 54                                           |
| 1895 | 1895                                         |                                              | 53                                           | 53                                           |
| 1905 | 1905                                         |                                              | 37                                           | 37                                           |
| 1910 | 1910                                         |                                              | 43                                           | 43                                           |
| 1925 | 1925                                         |                                              | 77                                           | 77                                           |
| 1939 | 1939                                         |                                              | 61                                           | 61                                           |
| 1946 | 1946                                         |                                              | 113                                          | 113                                          |
| 1950 | 1950                                         |                                              | 106                                          | 106                                          |
| 1956 | 1956                                         |                                              | 96                                           | 96                                           |
| 1961 | 1961                                         |                                              | 76                                           | 76                                           |
| 1967 | 1967                                         |                                              | 65                                           | 65                                           |
| 1980 | 1980                                         |                                              | ?                                            | ?                                            |
| 1990 | 1990                                         |                                              | ?                                            | ?                                            |
| 2000 | 2000                                         |                                              | ?                                            | ?                                            |
| 2011 | 2011                                         |                                              | 33                                           | 33                                           |
| Datenquelle: Historisches Gemeindeverzeichnis für Hessen: Die Bevölkerung der Gemeinden 1834 bis 1967. Wiesbaden: Hessisches Statistisches Landesamt, 1968. Weitere Quellen: LAGIS; Zensus 2011 |                                              |                                              |                                              |                                              |

### Historische Religionszugehörigkeit
| Quelle: Historisches Ortslexikon |                                                                    |
| • 1861:                          | alle Einwohner lutheranische                                       |
| • 1885:                          | 53 evangelische (= 98,15 %), ein katholischer (= 1,85 %) Einwohner |
| • 1961:                          | 62 evangelische (= 81,58 %), 14 katholische (= 18,42 %) Einwohner  |

### Historische Erwerbstätigkeit
| Quelle: Historisches Ortslexikon | |
| • 1838:                          | Familien: 4 Ackerbau, 1 Gewerbe.                                                                                                  |
| • 1961:                          | Erwerbspersonen: 12 Land- und Forstwirtschaft, 4 Produzierendes Gewerbe, 12 Handel und Verkehr, 9 Dienstleistungen und Sonstiges. |

## Politik
Zum Ortsbeirat Cölbe/Bernsdorf siehe Cölbe Kap. Politik

## Wirtschaft und Infrastruktur
Durch Bernsdorf verläuft die Landesstraße 3089. Im Süden treffen sich die Bundesstraße 3 und die Bundesstraße 62.
In Ortsnähe befindet sich ein 18-Loch-Golfplatz.
Südöstlich grenzt eine 7,5 ha große Photovoltaik-Freiflächenanlage an, der „Solaracker Cölbe“.